# Лузианиш-Гари
Лузианиш-Гари (порт.  Luzianes-Gare) - фрегезия (район) в муниципалитете Одемира округа Бежа в Португалии. Территория – 96,98 км². Население – 480 жителей. Плотность населения – 4,9 чел/км².